# Friedensgericht
Friedensgerichte sind Gerichte der unteren Rechtsprechungsebene, die bei Streitigkeiten von geringem Streitwert als Instanzengericht oder als dem Instanzenzug vorgeschaltete Schlichtungbehörde dienen.
Im deutschsprachigen Raum findet sich die Bezeichnung Friedensgericht für rechtsprechende oder zumindest vermittelnde Behörden verschiedener Ausgestaltung. 
- So heißt der Schiedsmann im deutschen Bundesland Sachsen (§ 3 SächsSchiedsGütStG) und in mehreren Schweizer Kantonen Friedensrichter (in anderen Kantonen Vermittler) (siehe Schlichtungsbehörde).

- In stärker romanisch geprägten Rechtsordnungen dient der Begriff als Bezeichnung zumeist für eine niedrige Instanz der Gerichtsbarkeit, ähnlich einem deutschen Amtsgericht oder einem österreichischen Bezirksgericht, wie in den beiden Ostkantonen Belgiens, im Großherzogtum Luxemburg und seit 1995 in Südtirol (italienisch giudice di pace).

Im angelsächsischen Raum ist das Friedensgericht mit juristischen Laien besetzt, zur Wahrung des gesellschaftlichen Friedens bestellt und im Allgemeinen ein kommunal gewähltes Amt. Die Zuständigkeiten variieren je nach Rechtsordnung.

## Historische Bezeichnung
Friedensgerichte dienen bzw. dienten in verschiedenen Gesellschaften der Schlichtung von Rechtsstreitigkeiten und waren zuständig in weniger wichtigen Zivil- und kleinen Strafsachen.

### England

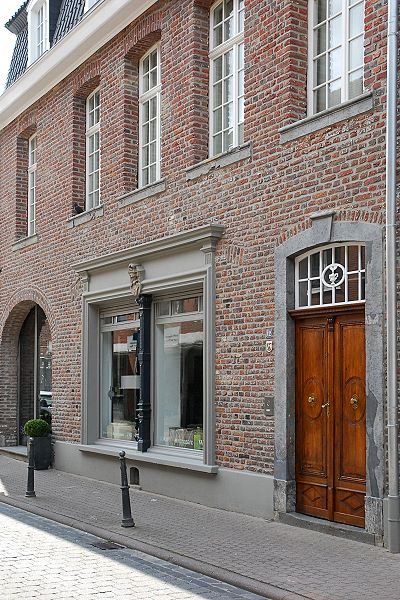
Restauriertes Privathaus und Amtssitz des Friedensrichters während der französischen Besatzungszeit in Erkelenz

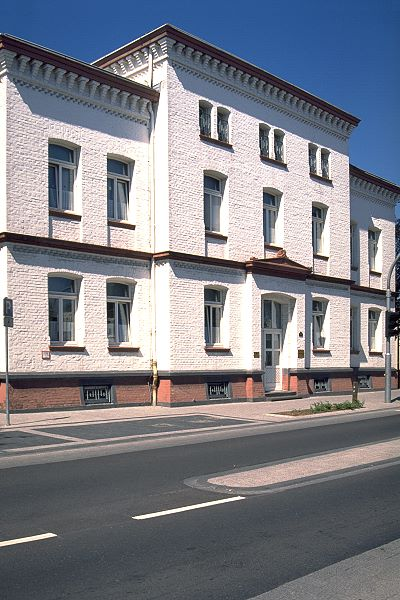
Königlich Preußisches Amtsgericht in Erkelenz

In England wurden Friedensrichter (justice of the peace, kurz: JP) schon im 14. Jahrhundert von König Eduard III. eingeführt. Sie fungierten als örtliches Organ der Selbstverwaltung, hatten unter königlicher Autorität den gemeinen Frieden zu wahren und waren besetzt mit ehrenamtlich tätigen Laien ohne juristische Ausbildung, die von rechtskundigen Gerichtsschreibern angeleitet und beraten wurden. Ihnen oblag die Ausübung der Masse der Gerichtsbarkeit in kleinen Strafsachen und weniger wichtigen Ehestreitigkeiten. In den darüberhinausgehenden Zivil- und Strafsachen hatten sie die Entscheidungen der Oberrichter bei den Gerichtshöfen vorzubereiten. Mit den englischen Auswanderern gelangten die Friedensgerichte insbesondere nach Nordamerika und Australien, wo sie noch heute Bestand haben.

### Frankreich
Frankreich führte die Friedensgerichte (justice de paix) im Jahre 1790 ein. Wesentliches Merkmal war auch hier, dass die Friedensrichter juristische Laien waren, die aber allgemeines Ansehen genossen und deshalb aufgrund ihrer Volksnähe in der großen Masse von kleinen Rechtsstreitigkeiten zu schlichten vermochten. Bevor Klage vor einem ordentlichen Gericht erhoben werden konnte, musste vor dem Friedensgericht eine Güteverhandlung stattgefunden haben (Prozessvoraussetzung). In weniger wichtigen zivilrechtlichen Streitigkeiten übten die Friedensrichter, die ihren Amtssitz gewöhnlich in ihrem Privathaus hatten, aber auch das Amt eines Zivilrichters aus. Sie taten dies zum Teil in erster, zum Teil in erster und letzter Instanz. In der nichtstreitigen (freiwilligen) Gerichtsbarkeit hatten sie in Vormundschaftssachen den Vorsitz im Familienrat und ihnen oblagen die Erbsachen sowie Personenstandssachen bei Heiraten, Geburten, Sterbefällen etc. Die Friedensrichter fungierten auch als einfache Polizeirichter bei Übertretungen und konnten auf Strafen bis zu 15 Franken oder fünf Tage Haft erkennen. Bei den in ihrem Bezirk verübten Verbrechen waren sie von den Untersuchungsrichtern der Obergerichte mit der Untersuchung des Falles beauftragt. Im Jahre 1958 wurde das Friedensgericht durch das „tribunal d’instance“ (Amtsgericht) ersetzt.

### Deutschland
Nach dem ersten Koalitionskrieg kamen mit den französischen Besatzern der linksrheinischen deutschen Gebiete 1797 die französischen Friedensgerichte auch nach Deutschland. Napoleon I. führte dort 1804 auch das französische Gesetzbuch, den Code civil ein, wodurch die bis dahin miteinander verbundene Verwaltung und Rechtsprechung getrennt und unabhängige Richter installiert wurden.
Auch im (rechtsrheinischen) Königreich Westphalen (1807–1813) wurden die Friedensgerichte auf der Ebene der Kantone als unterste Instanz eingeführt, siehe hierzu Justizwesen im Königreich Westphalen.
Als nach dem Sturz Napoleons I. die linksrheinischen Gebiete 1815 an Preußen, Bayern und das Großherzogtum Hessen gelangten, blieben die französische Gerichtsverfassung und damit die Friedensgerichte bestehen. Sowohl der jeweilige Staat als auch die Einwohner betrachteten diese moderne Form der Rechtsprechung, die von der Verwaltung getrennt war, als Fortschritt gegenüber der in den übrigen Landesteilen zunächst weiter bestehenden Amtsverfassung, in der eine Trennung der Rechtsprechung von der Verwaltung noch nicht erfolgt war. Die Friedensgerichte in der Pfalz wurden 1854 in Landgerichte umbenannt. 1879 wurden die Friedensgerichte aufgrund des  Gerichtsverfassungsgesetzes von 1877 durch Amtsgerichte ersetzt.
Nach dem Zweiten Weltkrieg existierten Friedensgerichte in Württemberg-Baden. Sie waren zuständig „für Strafsachen bis 150 Mark oder 6 Wochen Haft, für Vermögensstreitigkeiten bis 150 Mark und für Privatklagen (Beleidigung, Verleumdung und üble Nachrede)“. Das entsprechende Gesetz wurde 1959 vom Bundesverfassungsgericht wegen Verletzung des Rechts auf den gesetzlichen Richter für nichtig erklärt und 1960 von dem baden-württembergischen Gesetz über die Gemeindegerichtsbarkeit abgelöst.